# Хіміч Лариса Михайлівна
Лариса Михайлівна Хіміч — українська художниця-живописець, народний художник України (1998), нагороджена Орденом княгині Ольги III ступеня (2010), член Національної спілки художників України.

## Життєпис
Народилася в 1956 році у Львові. Закінчила Львівський державний інститут декоративно-прикладного мистецтва (зараз Львівська національна академія мистецтв). З 1984 року живе у Києві, де працювала в Укрконцерті спочатку художником-постановником відділу фестивалів і концертних програм, а з 1988 року — головним художником. Згодом працювала головним художником Центру дитячої та юнацької творчості Солом'янського району міста Києва.
Мала багато персональних виставок живопису.